# Mark Brydon
Mark Errington Brydon (Sunderland, 22 dicembre 1960) è un musicista, compositore e produttore discografico britannico.
Bassista, chitarrista, arrangiatore, tecnico del suono e remixer, è meglio conosciuto al grande pubblico come membro del gruppo Moloko.

## Biografia
Si afferma alla fine degli anni 80 nella scena musicale della città di Sheffield, in particolare con la band Chakk, la cui MCA Records, credendo nelle forti potenziali della neonata band ne ha finanziato la costruzione dei FON Studios . Brydon si era interessato personalmente anche acquistando di tasca propria gli strumenti necessari per la nascita dei Fon Studios, per i quali ha fatto di tutto, dalla progettazione dell'architettura dello studio alla scelta manuale delle attrezzature.
Brydon durante la sua carriera ha scritto e composto moltissimi brani e remix come The Funky Worm il singolo Hustle! To the Music ... (Quest'ultimo balzato ai primi posti nella Billboard's Dance Club Songs Chart nel 1988). Seguono tante altre collaborazioni con gruppi famosi come The Human League, Psychic TV, Boy George, Art of Noise, Sly and Robbie, Cabaret Voltaire e molti altri. Come bassista/produttore, è stato membro anche dei House Arrested e Cloud 9.
Nel panorama musicale internazionale è possibile inoltre identificarlo sotto molti pseudonimi tra i quali Captain Thirdeye, DJ Plankton, Skymoo, The Mole Man.
In Italia il singolo Sing It Back uscito nel 1999 creato insieme alla cantante irlandese Róisín Murphy durante il periodo in cui faceva parte del gruppo Moloko (nello specifico la versione remixata da Boris Dlugosh) fu un successo tale da essere suonato per molti mesi in tutti i club della penisola.

## Vita privata
Della vita privata di Mark Brydon si hanno poche e frammentarie notizie in quanto è una persona molto riservata. È sposato con Serena Evans e hanno una figlia.